# Cerro Sacasani
Cerro Sacasani är ett berg i Bolivia.   Det ligger i departementet Oruro, i den sydvästra delen av landet, 300 km väster om huvudstaden Sucre. Toppen på Cerro Sacasani är 5 003 meter över havet, eller 111 meter över den omgivande terrängen. Bredden vid basen är 0,83 km.
Terrängen runt Cerro Sacasani är huvudsakligen kuperad, men åt nordost är den bergig. Trakten runt Cerro Sacasani är nära nog obefolkad, med mindre än två invånare per kvadratkilometer.. Närmaste större samhälle är Sabaya, 14,9 km norr om Cerro Sacasani. 
Omgivningarna runt Cerro Sacasani är i huvudsak ett öppet busklandskap.